# Contesto educativo
Contesto educativo è un concetto chiave di ogni concezione di educazione che interpreti i processi di apprendimento come “situati”, cioè come strettamente collegati ad un insieme di relazioni che coinvolgono, in maniera reciproca, educatori ed alunni in un ambiente determinato. 
Il contesto educativo, in particolare, è un elemento centrale per la pedagogia istituzionale che considera la relazione educativa come "situata" nel qui ed ora di un “gruppo classe” e di esso si dovrebbe tener conto all'interno di un progetto educativo. 

## Ilcontesto educativonell'ambito dellapedagogia istituzionale
Mettere esplicitamente a tema la questione dell'organizzazione del contesto educativo è un elemento che caratterizza la pedagogia istituzionale, così come è stata sviluppata in Italia, a partire dagli anni 1970, da Andrea Canevaro e dal gruppo di ricerca di "Pedagogia speciale" dell'Università di Bologna.

### Oltre la riduzione delcontesto educativoadambiente educativo
La pedagogia istituzionale si discosta decisamente dalle tendenze neo-comportamentistiche diffuse nelle proposte didattiche degli anni settanta, che tendevano a far coincidere "contesto" con "ambiente".
Per "ambiente" si intende, nelle proposte curricolari di derivazione comportamentistica e neo-comportamentistica, lo sfondo in riferimento al quale acquista significato l'azione di un individuo. Pertanto, l'ambiente viene, in genere, definito come tutto ciò che resta di una situazione "a prescindere" dal soggetto di cui si sta parlando. In questo senso, ad esempio, ambiente di un bambino in classe è il "gruppo classe" (insegnanti, compagni, spazi, oggetti materiali, ecc.) meno il bambino stesso.
Per queste concezioni, il problema diviene quello di creare un ambiente sufficientemente stimolante o, comunque, adeguato per ottenere, come risultato, l'apprendimento da parte del bambino.

### Una concezione co-evolutiva dicontesto educativo
In una prospettiva educativa complessa, come vuole essere la pedagogia istituzionale, il contesto educativo è costituito, oltre che dagli elementi materiali della situazione (spazi, tempi, oggetti...), da individui (bambini ed educatori) e dalle loro interazioni.
Riferendosi agli studi di Gregory Bateson, alcuni studiosi italiani che fanno riferimento alla pedagogia istituzionale interpretano il contesto educativo come "coevoluzione" di educatori/insegnanti, bambini/studenti e ambiente scolastico (spazi, materiali, tempi, ecc.).
In questa prospettiva, l'organizzazione dell’ambiente educativo (spazi, tempi, materiali, ecc.) è sempre correlata ad un'organizzazione più complessiva del contesto educativo, che comprende anche le relazioni, i sistemi di regole e le narrazioni, con le quali le persone interpretano e stabilizzano i rapporti reciproci. Scrive, in proposito, Paolo Zanelli, un ricercatore che ha studiato l'organizzazione del contesto educativo, che “l'organizzazione dell'ambiente - sfondo non è mai organizzazione di qualcosa di esterno e indipendente; è, in primo luogo, un mettersi in gioco, un agire su se stessi, su quella parte, cioè, di contesto che rientra nel proprio dominio d'azione. Non è una mera manipolazione di ‘dati’; è sempre una costruzione di relazioni, di regole, di narrazioni (cioè di significati)”.

### Dimensione istituzionale e dimensione narrativa dell'organizzazione educativa del contesto
Ogni contesto educativo, sostiene Paolo Zanelli, può essere analizzato secondo due diversi punti di vista:
- rispetto all'organizzazione, con particolare attenzione ai sistemi di regole e alle 'istituzioni'[6] che lo caratterizzano
- rispetto alla dimensione narrativa, cioè ai modi come gli individui che ne fanno parte si raccontano, alle storie che elaborano per rappresentare e consolidare / cementare la dimensione di gruppo

In relazione all’organizzazione, in particolare, la pedagogia istituzionale ritiene di primaria importanza che gli educatori agiscano sugli elementi di sfondo (sfondo integratore) al fine di sostenere i processi di autoorganizzazione cognitiva dei bambini. Questo può avvenire mediante un'adeguata strutturazione del contesto educativo che può essere realizzata attraverso una serie di strumenti organizzatori del contesto educativo che consentono di:
- regolare le relazioni (regolatori)
- organizzare le attività (organizzatori)
- facilitare i compiti (facilitatori)

### Ilcontesto educativoe la sua organizzazione nellapedagogia istituzionale
- Aïda Vasquez e Fernand Oury, L'educazione nel gruppo classe. La pedagogia istituzionale, tr. it. Bologna, EDB, 1975, ed. or. 1971;
- Aïda Vasquez e Fernand Oury, Tecniche e istituzioni della classe cooperativa, tr. it. Milano, Emme edizioni, 1977, ed. or. 1971;
- Paolo Zanelli, Uno 'sfondo' per integrare, Bologna, Cappelli, 1986;
- Andrea Canevaro, Giampiero Lippi, Paolo Zanelli, Una scuola, uno 'sfondo' , Bologna, Nicola Milano, 1988;
- Vittorio Severi e Paolo Zanelli, Educazione, complessità e autonomia dei bambini, Scandicci (FI), La Nuova Italia, 1990;
- Potenziali individuali di apprendimento, a cura di Andrea Canevaro e Maria Grazia Berlini, Scandicci (FI), La Nuova Italia, 1996;
- Paolo Zanelli, L'organizzazione del contesto educativo, in Bambini, ottobre 1998;
- Paolo Zanelli, Le 'parole' della qualità. La regia del contesto educativo dove l'educatore cura gli elementi di sfondo dell'attività educativa, in Bambini, febbraio 2002;
- Paolo Zanelli, Le 'parole' della qualità. Organizzazione dello sfondo educativo e autonomia dei bambini, in Bambini, marzo 2002;
- Paolo Zanelli, Le 'parole' della qualità. Gli strumenti 'organizzatori' del contesto educativo, in Bambini, aprile 2002;
- Paolo Zanelli, Le 'parole' della qualità. Contesto e apprendimenti complessi, in Bambini, maggio 2002.